# 11beta-idrossisteroide deidrogenasi
La 11beta-idrossisteroide deidrogenasi è un enzima appartenente alla classe delle ossidoreduttasi, che catalizza la seguente reazione:
11β-idrossisteroide + NADP+ ⇄ 11-ossosteroide + NADPH + H+
Un suo deficit comporta ipertensione endocrina da mineralcorticoidi. Esistono mutazioni genetiche inattivanti, oppure può essere inibita da fattori esogeni come la liquirizia (glicirrizina).
Esiste nelle due forme 11HSD1, in prevalenza un enzima tipo reduttasi e quindi trasforma il cortisone in cortisolo, e 11HSD2 che converte il cortisolo in cortisone.
L'enzima 11HSD1 rigenera il cortisolo del cortisone all'interno del tessuto adiposo e del fegato, e mantiene attivato il GR, recettore dei glucocorticoidi. L'11HSD1 è un enzima NADP(H)-dipendente di tipo reduttasi (che catalizza una reazione di riduzione) che converte il metabolita 11-keto cortisone (negli umani) e l'11-deidro corticosterone (nei roditori), rispettivamente nel GC-cortisolo e nel GC-corticosterone. L'enzima 11beta-HSD tipo 1 e la produzione di cortisolo sono viceversa inattivati dall'insulina nel tessuto adiposo, e dall'enzima A-anelloriduttasi nel fegato, senza alterare i livelli di 11HSD1, effetto che si perde nelle persone sovrappeso divenute insulino-resistenti.
L'11HSD2 è un enzima NAD(H)-dipendente che catalizza la reazione opposta, ossidando il GC-cortisolo nelle forme inattive di 11-keto-cortisone. Alcuni derivati steroidei del DHEA, come l'androsta-3,5-diene-7,17-dione, il 7-OH-DHEA e l'adrenosterone, sono capaci di inibire l'azione di tale enzima, e quindi di ridurre significativamente l'emivita e i livelli sierici di cortisolo; anche alcuni androgeni minori, come l'11-ketotestosterone, possiedono un'azione inibitrice verso tale enzima.